# 阿尔丹杜雅·沙丽布谋杀案
阿爾丹杜雅·沙麗布謀殺案，是一宗馬來西亞的謀殺案，被害人於2006年10月19日，在馬來西亞靠近首都吉隆坡的沙亞南區偏僻處，遭人使用C-4炸藥殺害，或先被殺害後再用C-4炸藥毀屍滅跡。2009年4月9日，沙亞南高等法庭裁決，判處兩名涉案被告西魯及阿兹拉·哈德里死刑，結束了長達159天的審訊。两名被告向上诉庭上诉，2013年8月23日获判无罪释放，控方同日繼續向聯邦法院提出上訴，期間西魯棄保潛逃澳洲，至2015年1月13日，聯邦法院推翻上訴庭判決，裁定兩名被告罪名成立，判處死刑。西魯被澳洲扣留，阿茲拉則在加影監獄候刑。
2018年6月20日，时任首相马哈迪·莫哈末正式开出绿灯，重查阿爾丹杜雅谋杀案和赵明福案。

## 早期生活
阿尔丹杜雅出生於1978年。因雙親在俄羅斯工作，阿尔丹杜雅在那裡受教育，據說能使用流利的蒙古語、俄羅斯語、漢語、英語及少許法語。
阿尔丹杜雅於1990年搬回蒙古的幾年後，嫁給一位蒙古電子音樂歌手─Maadai。他們於1996年育有一名孩子，但婚姻以離婚收場，孩子被安排與女方家長居住。
儘管受訓為教師，阿尔丹杜雅仍然到法國去短暫的進修模特兒課程，但事後母親否認女兒曾經從事模特兒行業。她返回蒙古後再婚，並於2003年生下一名孩子，但婚姻最終失敗，這名孩子也被安排與女方家長居住。

## 謀殺
阿丹杜雅於10月19日宣告失蹤，她的表妹报警，並向蒙古駐泰國大使館求助。
馬來西亞皇家警察在靠近沙亞南梳邦大壩的偏僻處，找到零碎骨頭，後來證實為阿丹杜雅所有。從警方對遺體的調查報告中，顯示她在未被炸藥毀屍前，曾中槍兩次，但最終判斷她並未死於槍殺，而極可能是被炸藥殺害。當遺體被發現時，它的身分只能用DNA測試來證實。案中使用的C-4炸藥來歷至今不明。
時任馬來西亞戰略研究中心的國防分析家兼國防部顧問阿都拉薩·巴金達（Abdul Razak Baginda）和三名警察部隊成員在謀殺案的調查期間被拘捕，其中兩個謀殺案嫌疑人是首席警长阿兹拉·哈德里（Azilah Hadri，30歲）及伍长西魯·阿兹哈·烏馬（Sirul Azhar Umar，35歲），他們曾經是馬來西亞皇家警察反恐單位特别行动指挥部（Pasukan Gerakan Khas）的精英成員，並被分派予時任副首相兼國防部長納吉·阿都拉薩當保鏢。阿都拉薩·巴金達被控唆使謀殺罪，而兩名警察部隊成員被控謀殺罪。

## 審訊
根據阿丹杜雅表妹Burmaa Oyunchimeg的供詞，阿丹杜雅曾經向她展示一張三人聚餐的照片：阿丹杜雅、阿都拉薩·巴金達和一位政府官員。當受害人的律師卡巴星問及那位官員是何人時，Burmaa確認是時任副首相兼國防部長（前任首相）納吉。
2008年7月22日，受害家屬所委託的代表律師卡巴星向高等法庭申請動議通知書，傳喚四位新證人，包括時任副首相納吉和檢方第一證人、私家偵探峇拉苏巴马廉（P. Balasubramaniam）出庭作證，並以刑事訴訟法第425條為依據，既允許法庭「傳喚任何人作為證人」及「傳喚任何能提供對公平裁決所需重要證詞的人」。2008年7月23日，該請願書被高等法庭駁回，法官莫哈末查基（Mohd Zaki Yasin）說明，只有當事人，也就是檢方和辯方，才有權力作此申請。
2008年10月31日，高等法庭宣判阿都拉薩·巴金達唆使謀殺阿丹杜雅罪名不成立，檢方聲稱將對此提出上訴，但至今仍無下文。
2008年11月10日，該審訊期被宣布延遲至2009年1月，以便辯方有足夠時間作準備及召集證人，包括當時無法被聯繫上的當今大馬編輯拉惹柏特拉和私家偵探峇拉（P. Balasubramaniam）。辯方律師要求檢方提供所有證人的供詞，其中應該包括時任副首相納吉的前政治部副總監慕沙沙菲里（Musa Safri）足以反駁阿都拉薩·巴金達口供的供詞，但最終被法庭以「證人在刑事訴訟法第112條下記錄的證詞享有特權」為由予於拒絕。
2009年2月3日，被告西魯·阿兹哈為自己不該受判處死刑作辯護時，說他其實是代罪羔羊，以保護某些不曾出庭受審問的不具名人士。「我沒有傷害受害人的動機，更別提使用如此殘酷的方式剝奪其性命。我懇請主宰我生死的法官，莫判處我以死刑，完成別人對我設下的陰謀。」
2009年4月9日，被告阿兹拉·哈德里及西魯·阿兹哈被判謀殺罪名成立，判處死刑。高等法庭法官莫哈末查基下判時說，兩名被告的證詞無法取信於人，在自辯時基本上只是在互相指責，並無法對控方的舉證提出任何合理的疑點，致使他接受所有實質及間接證據。宣判後全案還有得上訴，而辯方律師隨即亦表示會上訴。兩名被告從容面對判決，被告家屬表示接受法庭的裁決，並否認該判決有任何政治考量。
阿丹杜雅父親的律師申請對首席檢察官決定不對阿都拉薩·巴金達的無罪開釋上訴，要求復審，該申請於2009年7月8日在高等法庭上提出，之後阿丹杜雅父親撤銷申請，但聲明他將堅持對阿都拉薩·巴金達、阿兹拉·哈德里、西魯·阿兹哈及馬來西亞政府對其女兒之死的控訴。

## 爭議
拉惹柏特拉因暗示時任副首相纳吉·阿都拉萨涉及此案遭控煽動罪，於2008年六月間審訊時的法定聲明中，宣稱時任副首相納吉夫人罗斯玛·曼梳，既是當時在案發現場的其他三個人之一，另外兩人為代陸軍上校Aziz Buyong和其妻子上校Norhayati，同時也是羅斯瑪的副手。他更聲稱Aziz Buyong親自把炸藥置於阿丹杜雅身上，並引爆炸藥。阿丹杜雅父呼籲警方對拉惹柏特拉的申述展開全面調查，或許能找到新的證據。上校夫婦亦控告拉惹柏特拉誹謗罪，要求其在指定網站和報章上刊登道歉啟事，刪除其在部落格上的法定聲明，並索償馬幣一百萬。拉惹柏特拉的辯護律師J. Chandra暗示他的當事人對其部落格上，題目為「送阿丹杜雅的謀害者下地獄吧」，發表於4月25日的文章並不知情。之後在一個官方電視訪談中，拉惹柏特拉對該法定聲明保持距離，並解釋說他只是轉述反對黨指控納吉夫婦涉案的言論，他本身並不相信羅斯瑪當時身在案發現場。馬來西亞公民自由運動組織事後宣稱該訪談遭嚴厲剪輯和竄改，為當時即將來臨的砂拉越州選舉製造對首相納吉有利的社會輿論。
第二個法定聲明由阿都拉薩·巴金達的私家偵探峇拉，於2008年7月3日提出，文中揭露時任副首相納吉及阿丹杜雅的關係，指警方在案件調查當中故意忽略了這點。峇拉表示阿都拉薩·巴金達曾經向他透露，時任副首相納吉與阿丹杜雅曾發生過性關係，他們三人還在巴黎一起聚餐。之後，納吉因顧及副首相的身分，不想遭到騷擾，便將阿丹杜雅轉交給阿都拉薩·巴金達。該聲明還爆料說案發後阿都拉薩·巴金達曾經打簡訊給納吉求助，希望能免遭法律制裁，暗指納吉曾經干預該案的司法調查。最後，他還宣稱阿丹杜雅於2006年10月19日失蹤那天，有個人駕駛藍色的普騰賽佳（Proton Saga）經過阿都拉薩·巴金達的住宅，而此人既是納吉的特別助理Nasir Safar。反對黨領袖前副首相安華當時呼籲皇家委員會調查這份聲明的內容是否屬實。
峇拉聲明發出的第二天，他又發表了第二份法定聲明，文中撤回之前對納吉涉及此案的指控，之後他便宣告失蹤，因此遭懷疑更改聲明並非自願。他的第一律師Americk Singh Sidhu說他無法連絡上他當事人的手機，峇拉的外甥報警指峇拉一家人宣告失蹤，警方於7月6日向國際刑事警察組織求助，以尋找失蹤的峇拉。2008年7月10日，峇拉位於Taman Pelangi的住宅被發現有遭人闖入的跡象，但警方並未查明有沒有財物遭偷竊。十五個月後，峇拉現身敘述逃亡印度的過程，在他發出第一份法定聲明的當天，就被與納吉家族關係緊密的商人Deepak Jaikishan約談，對方開出馬幣五百萬的封口費，要求他簽署第二份法定聲明。之後他和家人被安排由陸路前往新加坡，然後飛往泰國，再飛往尼泊爾，然後飛往他最終藏身的印度。他堅持第一份法定聲明中的內容是正確的，並表示只要是納吉集團當權，他便不敢回到馬來西亞。

## 醜聞
2009年3月5日，法國《自由報》（La Liberation）用了第30及31两大版，刊登一名駐泰國的法籍記者阿赫諾德（Arnaud Dubus），經多次往返馬來西亞和蒙古調查此案後所撰写的新闻。報導指阿丹杜雅於2004年間在香港與阿都拉薩·巴金達邂逅，戀情迅速升溫，之後精通多語的阿丹杜雅便成了後者的翻譯員。根據私家偵探峇拉的口供，阿都拉薩·巴金達於2004年便已經把阿丹杜雅介紹給時任副首相納吉當露水情人，雖然後者曾經手按可蘭經發誓從未見過她。
阿都拉薩和阿丹杜雅兩人於2005年3月間奢華暢遊歐洲大陸，但此趟主要目的是以副首相納吉的軍火買賣中介人身分，跟法國潛艇建造局（Direction des Constructions Navales Services，DCNS）商討於2002年與馬來西亞政府簽署的一份潛艇買賣合約的重要細節。兩人感情的轉捩點發生在2006年10月間，阿丹杜雅獲悉法國造艦公司Armaris已經把大約1.14億歐元的佣金付給阿都拉薩的公司Perimekar後，便向後者要求分得五十萬美金，但被拒絕，阿赫諾德的報導直指被形容為「妒嫉心重的悍婦」的納吉夫人羅斯瑪乃背後主使人。
10月18日，阿都拉薩不堪阿丹杜雅天天到家門前謾罵，便連絡上納吉的親信，前政治部副總監慕沙沙菲里。10月19日，接近晚上九點，納吉的兩名保鏢阿兹拉·哈德里和西魯·阿兹哈把在阿都拉薩家門前比手畫腳、破口大罵的阿丹杜雅強行擄走，載到十幾公里外的偏僻處。西魯·阿兹哈於2006年11月19日的口供中稱，阿丹杜雅曾經向他們求饒，並聲稱她有身孕，但他還是朝她左臉開了一槍，他的上司阿兹拉·哈德里隨即剝掉受害人身上的衣物，注意到她的手還有動靜，便命令他補多一槍，而他照辦了。之後阿兹拉把軍用炸藥PETN及RDX綁在雙腳、腹部、頭部，然後引爆炸藥毀屍滅跡。最後，連阿丹杜雅的出入境記錄都被完全刪除掉，讓人無法追蹤她的去處。然而，當時被阿丹杜雅雇用的計程車司機尚未拿到車資，並目睹她被綁走，於是便抄下車牌號碼報警，經過一連串的追蹤，才揭發這起舉國震驚的謀殺案。紙包不住火後，納吉集團仍極力掩飾，他在一封給阿都拉薩的短訊中，保證會見總警長後他將會沒事。最終阿都拉薩無需自辯，便能獲判無罪，而兩名警員則被判死刑。
佣金事件隨著之後的謀殺案曝光後，法國律師已經著手調查有沒有資金流回法國或馬來西亞政客的口袋，而馬來西亞檢方則在此案結束後，不再追查案中案的佣金。
2011年5月，維基解密爆出美國駐馬來西亞大使館在密電中記錄的此案情報。2007年1月24日的密電中指出，美方察覺主控方和法庭的不尋常，一些證據被惡意消滅，顯示有股強烈的政治壓力，想保護即將接任首相職位的納吉。美國大使館政務參贊兼政治處長馬克·克拉克（Mark D. Clark）指出，事件從爆發開始，司法便陷入了尷尬被動的局面，導致外人普遍相信這是一齣經過設計的表演。審訊前夕，首席檢察官阿都干尼·巴代便把原來的主控官換成資歷較淺的檢察官；辯方主要律師也因他的答辯方案遭到政治打壓，而在審訊前突然辭職。該美籍外交官認為，此案因政治壓力而遭故意延宕，以轉移公眾的注意力，馬來西亞主流媒體亦罕有報導此案最新進展。他進一步指出，在馬來西亞司法史上，從來沒有一宗謀殺案審訊能拖延了七個月而辯方仍沒有機會進行答辯。如此緊張敏感的氛圍，更讓人認為此案不能在2008年全國大選前結案。
此外，美方也察覺到坊間謠傳時任首相阿都拉·巴達威欲利用此案扳倒納吉的陰謀，馬來西亞主流媒體都對此傳言掩飾。克拉克在記錄中寫道，2008年2月20日早晨未開庭前，阿都拉薩·巴金達的父親曾向他貼耳說悄悄話，之後整個審訊過程一直心神不寧的阿都拉薩，於中午離開法庭時一度失控，大喊「伯拉去死！我是冤枉的！」（伯拉為前首相阿都拉的暱稱）。事後絕大部分媒體只報導他失控，沒有刊登他的喊話內容，而刊登了喊話內容的太陽報（The Sun）則被內政部勒令緊急收回幾千份報紙，當時內政部部長由時任首相阿都拉兼任。陰謀論者認為是阿都拉集團要求阿都拉薩指控納吉，以便換取無罪開釋，阿都拉薩為此承受巨大壓力，導致他最終於法庭上崩潰。美方最終總結，馬來西亞政府極力掩飾真相，並轉移民眾視線，避免此案影響即將來臨的2008年全國大選。

## 後繼
2018年馬來西亞大選變天，納吉下臺，西魯要求馬來西亞新政府全面特赦其罪，他才會回國作证道出全盤真相。但馬來西亞政府未答應其交换條件。
2019年12月，死囚阿茲拉通過律師發佈法定聲明，指控納吉就是下令其殺害阿丹杜雅的指使人，并入禀法庭申请审核裁决，獲联邦法院批准，将于2020年4月聆审。